# مگس‌گیر کاکلی شمالی
مگس‌گیر کاکلی شمالی یا مگس‌گیر کاکلی (نام علمی: Mitrephanes phaeocercus) یک پرنده گنجشک‌سان کوچک از تیرهٔ ژیان‌مرغان است که در ارتفاعات از شمال غربی مکزیک تا شمال غربی اکوادور زادآوری می‌کند. مگس‌گیر کاکلی زیتونی (Mitrephanes olivaceus) پرو و بولیوی در حال حاضر یک گونه جداگانه در نظر گرفته می‌شود.